# Clausholm
Clausholm er en gammel sædegård ca. 2 km nord for Voldum, sydøst for Randers.
Der er fundet spor af Clausholm tilbage fra 1100-tallet, men den nuværende hovedbygning blev opført af storkansler grev Conrad Reventlow i 1690'erne med Ernst Brandenburger som bygmester. Denne er blandt andet kendt for Frederiksberg Slot. Den svenske arkitekt Nicodemus Tessin d.y. var også involveret.
Det var dog mest Conrad Reventlows datter Anna Sophie Reventlow, der gjorde stedet kendt. Hun blev nemlig i 1712 bortført af en forelsket kong Frederik 4.. Han giftede sig med hende, først til venstre hånd, men efter dronning Louise af Mecklenburgs død i 1721 gjorde han hende til dronning. Da kongen i 1730 døde, blev Anne Sophie forvist til sit gamle hjem Clausholm, som Frederik 4. i 1718 havde erhvervet, og tilbragte her sin enketid i selskab med sit hof.
I hovedbygningens kapel, der er indrettet af Anna Sophie, findes et af Danmarks ældste orgler, bygget omkring 1700 af Brødrene Botzen fra København. Hovedbygningen har erhvervet ekstra berømmelse takket være fundet af de såkaldte Clausholm-fragmenter (se link til Musikhistorisk Museum nedenfor).
Den 8 ha store barokhave med fontæner og alléer er anlagt i 1700-tallet.
Hovedbygningen fremstår efter store restaureringer nærmest som på Frederik 4.'s tid.
Clausholm Gods er på 900 hektar med Schildenseje, Sophie-Amaliegård, Sophienlund og Estrupgård.
Fra 2016 er underholdningsprogrammet Den store bagedyst blev optaget på Clausholm, efter de første sæsoner var blevet optaget på Vinderslevholm.

## Ejere af Clausholm
- (1320-1350) Uffe Nielsen Panter
- (1350-1386) Lave Uffesen Panter
- (1386-1388) Ida Lavesdatter Panter
- (1388-1404) Niels Jensen Brock
- (1404-1435) Lage Nielsen Brock
- (1435-1498) Axel Lagesen Brock
- (1498-1544) Mogens Gøye
- (1544-1563) Albrecht Mogensen Gøye / Elline Mogensdatter Gøye
- (1563-1565) Oluf Mouritsen Krognos / Otto Gøye / Dorthe Gøye / Margrethe Gøye
- (1565-1610) Peder Brahe
- (1610-1647) Otto Marsvin
- (1647-1686) Hans Friis til Clausholm
- (1686-1708) Conrad greve Reventlow
- (1708-1718) Sophie Amalie von Hahn
- (1718-1730) Kong Frederik 4.
- (1730-1743) Kong Christian 6.
- (1743-1757) Christian von der Maase
- (1757-1800) Matthias Wilhelm Huitfeldt
- (1800-1815) Hans Heinrich Friccius von Schilden-Huitfeldt
- (1815-1819) Frederikke Juliane Mathiasdatter Huitfeldt
- (1819-1859) Rosalie von Oppen Schilden
- (1859-1906) Sophie Magdalene baronesse Berner-Schilden-Holsten
- (1906-1925) Adam Christopher lensbaron Berner-Schilden-Holsten
- (1925-1928) Hans Heinrich Adam lensbaron Berner-Schilden-Holsten / Jørgen Alexander Adam Berner / Ebbe Helmuth Adam Berner
- (1928-1955) Hans Heinrich Adam lensbaron Berner-Schilden-Holsten
- (1955-1977) Henrik Alexander Berner
- (1977-1985) Henrik Alexander Berner / Kim Alexander Berner
- (1985-2021) Kim Alexander Berner
- (2021-) Christian Alexander Berner